# Ingrid Adam
Ingrid Jutta Klara Adam (* 16. Oktober 1945 in Greiz) ist eine ehemalige deutsche Fußballspielerin, Fußballtrainerin, Leichtathletin und deutsche Rekordhalterin im 5000-Meter-Bahngehen.
Im Alter von 15 Jahren kam Ingrid Adam im Oktober 1960 zur Leichtathletik im Düsseldorfer SC 99, wo die Mittelstreckenläuferin zunächst von Lilo und Werner Friebe, später von Wolfgang Vander betreut wurde. Sie absolvierte eine Lehre zur Kfz-Mechanikerin und wurde bei Volkswagen angestellt, was 1968 zu einem Wechsel zum Vfl Wolfsburg führte und zur ersten DM-Medaille, die im ersten Jahr für Wolfsburg in der Waldlauf Mannschaftswertung gewonnen werden konnte. 1971 kam es zu einem berufsbedingten Wechsel nach Neckarsulm zu Audi, während dieser Zeit startete sie für den Barmer TV 1846 Wuppertal, wo sie erneut DM-Silber in der Waldlauf Mannschaftswertung gewann.
Während ihrer Zeit beim TSV Bayer 04 Leverkusen von 1973 bis 1980 wurde sie von Gerd Osenberg trainiert und machte eine Ausbildung zur Schwimmmeisterin, in der sie anschließend bei den Stadtwerken Düsseldorf angestellt war. Währenddessen war Ingrid Adam auch als Fußballspielerin aktiv, erst beim Lohausener SV und dann beim SSG 09 Bergisch Gladbach, wo sie als Mittelfeldspielerin deutsche Fußballmeisterin wurde. Später wechselte Ingrid Adam als Spielertrainerin wieder zurück zum Lohausener SV.
Ihren ersten Gehwettbewerb absolvierte sie am 21. August 1976. Bei der ersten Deutschen Meisterschaft für Frauen im Gehsport überhaupt 1980 in Achern-Önsbach gewann Ingrid Adam im 5-km-Straßengehen die Bronzemedaille. Deutsche Meisterschaften in dieser Disziplin wurden anschließend bis 1986 weiter ausgetragen, bevor sie durch die doppelte Distanz 10-km-Straßengehen ersetzt wurden. Alljährlich konnte Ingrid Adam im 5-km-Gehen eine DM-Medaille erkämpfen, darunter drei erste Plätze (1981 in Wolfsburg, 1983 in Bad Kreuznach und 1984 in Bad Krozingen), zwei zweite Plätze (1982 in Ahlen und 1986 in Ichenhausen) und zwei dritte Plätze (1980 in Achern und 1985 in Lippstadt), diese Serie im 10-km-Gehen mit einem vierten Platz 1987 in Bremen sowie einem siebten Platz 1988 in Eschborn jedoch nicht fortsetzen. Hinzu kommt ein dritter Platz in der Mannschaftswertung der DM 1984 mit dem LAV Düsseldorf (Teamkolleginnen Pfeifer und Zimmermann). In dieser Düsseldorfer Zeit wurde sie zunächst von Bernd-Michael Mertin betreut und trainiert, später von Josef Metzges.
Für die Leichtathletik-Hallenweltspiele 1985 in Paris (FRA) wurde dem Deutschen Leichtathletik-Verband (DLV) ein Kontingent von 17 Plätzen zugesprochen, der Verband nominierte jedoch mit Claudia Losch, Carlo Thränhardt, Gerd Nagel, Werner Bastians, Ralf Jaros, Alfons Schwarz und Ingrid Adam wie die DDR nur sieben Athleten. Nach Ausfall von Losch, Bastians und Schwarz wurde zudem Christoph Herle nachnominiert. Ingrid Adam erreichte im 3000-Meter-Bahngehen in 14:54,67 min den zehnten Platz.
Im 5000-Meter-Bahngehen steigerte sie am 26. September 1981 den bestehenden deutschen Rekord von Hannelore Klaus (24:52,0 min) um vier Sekunden auf 24:48,4 min. Ihre Bestmarke konnte die Schwimmmeisterin mehrmals verbessern, am 11. Mai 1983 in Ahlen auf 24:47,9 min und am 5. Juni 1983 in Düsseldorf auf 24:39,18 min. Ihren zwischenzeitlich von ihr selbst auf 24:33,3 min verbesserten Rekord steigerte sie im Alter von 39 Jahren am 18. Mai 1984 in Dortmund auf 24:27,5 min.
Im 5-km-Straßengehen stellte Ingrid Adam im Oktober 1984 mit einer Zeit von 24:01 min einen neuen deutschen Rekord auf. Auch im 20-km-Straßengehen konnte sie deutsche Rekorde erzielen, jeweils beim „Großen Preis von Groß-Gerau“ am 20. Oktober 1984 in 1:50:43 h sowie am 18. Oktober 1986 mit 1:47:41 h, einer Rekordverbesserung um über zwei Minuten.